# Saint-Julien-de-Chédon
Saint-Julien-de-Chédon är en kommun i departementet Loir-et-Cher i regionen Centre-Val de Loire i de centrala delarna av Frankrike. Kommunen ligger i kantonen Montrichard som tillhör arrondissementet Blois. År 2022 hade Saint-Julien-de-Chédon 777 invånare.

## Befolkningsutveckling
Antalet invånare i kommunen Saint-Julien-de-Chédon
| Referens: INSEE |